# Ludwig Uhland
Johann Ludwig Uhland, född 26 april 1787 i Tübingen, död där 13 november 1862, var en tysk skald, germanist, jurist och politiker. Han är främst känd som poet och förs till romantiken.

## Biografi
Uhland började studerade rättsvetenskap och filologi 1801 vid universitetet i Tübingen, och efter att han blivit jur. dr 1810 reste han till Paris i några månader. Första halvan av 1810-talet hade han tjänst som sekreterare vid justitiedepartementet i Württemberg.
År 1807 debuterade han som poet. En avgörande drivkraft var Napoleonkrigen, vilken väckte hans nationalkänsla, men liksom andra romantiska poeter fick han flera impulser från medeltidens litterära arv. Han kunde även förena dessa element med sina kunskaper i rättsvetenskap; titeln på en av hans dikter är ”Alte gute Recht”, och syftar på Altwürttembergs konstitution. Dikten var ett politiskt ställningstagande för den eviga rätten som staten bygger på, vilken han liknar vid ett gammalt vin.
Under sin tidiga litterära karriär utgav han sina dikter i Seckendorffs Musenalmanach, han och hans vän Justinus Kerner utgav tidningen Sonntagsblatt für ungebildete Stände, och han utgav även dikter i Kerners Poetischer Almanack och Deutscher Dichterwald. 1815 sammanställde han en diktsamling, Gedichte, som omedelbart fick en stor läsekrets.
Åren 1819 och 1826 liksom 1833–1838 företrädde han liberalerna i Württembergs landsdag. 1829 utsågs han till hedersprofessor i litteraturvetenskap vid universitetet i Tübingen. 1848-1849 var han ledamot av Frankfurtparlamentet, och vidare i Stuttgarts Rumpfparlament. Han gjorde sig känd för att förfäkta idéer i en anda av liberalism och stortyskhet.
Han drog sig tillbaka från politiken 1850, och blev då privatlärare i Tübingen. Vid sidan av den tjänsten samlade han, och utgav, medeltida ballader och folkdiktning. Tillsammans med Kerner ses Uhland som en central person i Schwabens romantik. En av hans mest berömda dikter är ”Ich hatt einen Kameraden”, som ingår i militärbegravningar. Han är fortfarande en viktig representant för sydvästra Tysklands Volkslied-diktning. Heinrich Heine var dock en frän kritiker av Uhlands estetik.

## Utmärkelser
Asteroiden 9052 Uhland är uppkallad efter honom.